# Edificio de Correos de Barcelona
El edificio de Correos y Telégrafos (en catalán: Correus i Telègrafs) es la sede en Barcelona de la Sociedad Estatal Correos y Telégrafos, perteneciente al Estado español. Es un edificio de estilo clasicista abarrocado, obra de Josep Goday y Jaume Torres i Grau proyectado en 1914 y construido entre 1926 y 1927. La decoración fue obra de los escultores Manuel Fuxà, Eusebi Arnau y Pere Jou, y los pintores Francesc d'Assís Galí, Josep Obiols, Francesc Labarta y Francesc Canyelles. Se encuentra en una manzana formada por las calles Vía Layetana, Àngel Baixeras, Fusteria, Hostal d'en Sol y plaza de Correos, en el distrito de Ciutat Vella.
Este inmueble está inscrito como Bien Cultural de Interés Local (BCIL) en el Inventario del Patrimonio Cultural catalán con el código 08019/37.

## Historia
El primer servicio de correos en Barcelona fue organizado en 1338 en forma de cofradía, con sede en la capilla d'en Marcús. En 1716 fue incorporado a la Corona por Felipe V, con un reglamento promulgado en 1720. La sede se situaba entonces en la calle del Correu Vell, de donde pasó sucesivamente a la calle Bonsuccés esquina Xuclà y, a principios del siglo XX, a la plaza de Urquinaona.
Cuando en 1908 se inició la apertura de la Vía Layetana, uno de los principales proyectos urbanísticos de la Barcelona de principios del siglo XX, que conectaba el Ensanche con el mar, se pensó situar en la nueva avenida la sede central de Correos en un edificio de nueva factura. La nueva vía se diseñó con la voluntad de crear una avenida de aspecto uniforme, por lo que la mayoría de edificios son de aspecto novecentista, con cierta influencia de la Escuela de Chicago. El terreno donde se construyó el edificio era propiedad de José Collaso y Gil, que había sido alcalde de Barcelona en cuatro ocasiones.
Para el nuevo edificio se convocó un concurso que fue ganado por Goday y Torres. Goday fue exponente de la llamada corriente «neobrunelleschiana» del novecentismo catalán, inspirada en la arquitectura renacentista florentina y, especialmente, en Brunelleschi. En sus obras recuperó formas clásicas como frontones y pilastras, combinadas con recurso estilísticos de origen barroco, como queda patente en obras como el edificio de Correos y Telégrafos.
El edificio fue inaugurado el 19 de mayo de 1929, el mismo día que el rey Alfonso XIII llegó a la ciudad para inaugurar la Exposición Internacional.

## Descripción

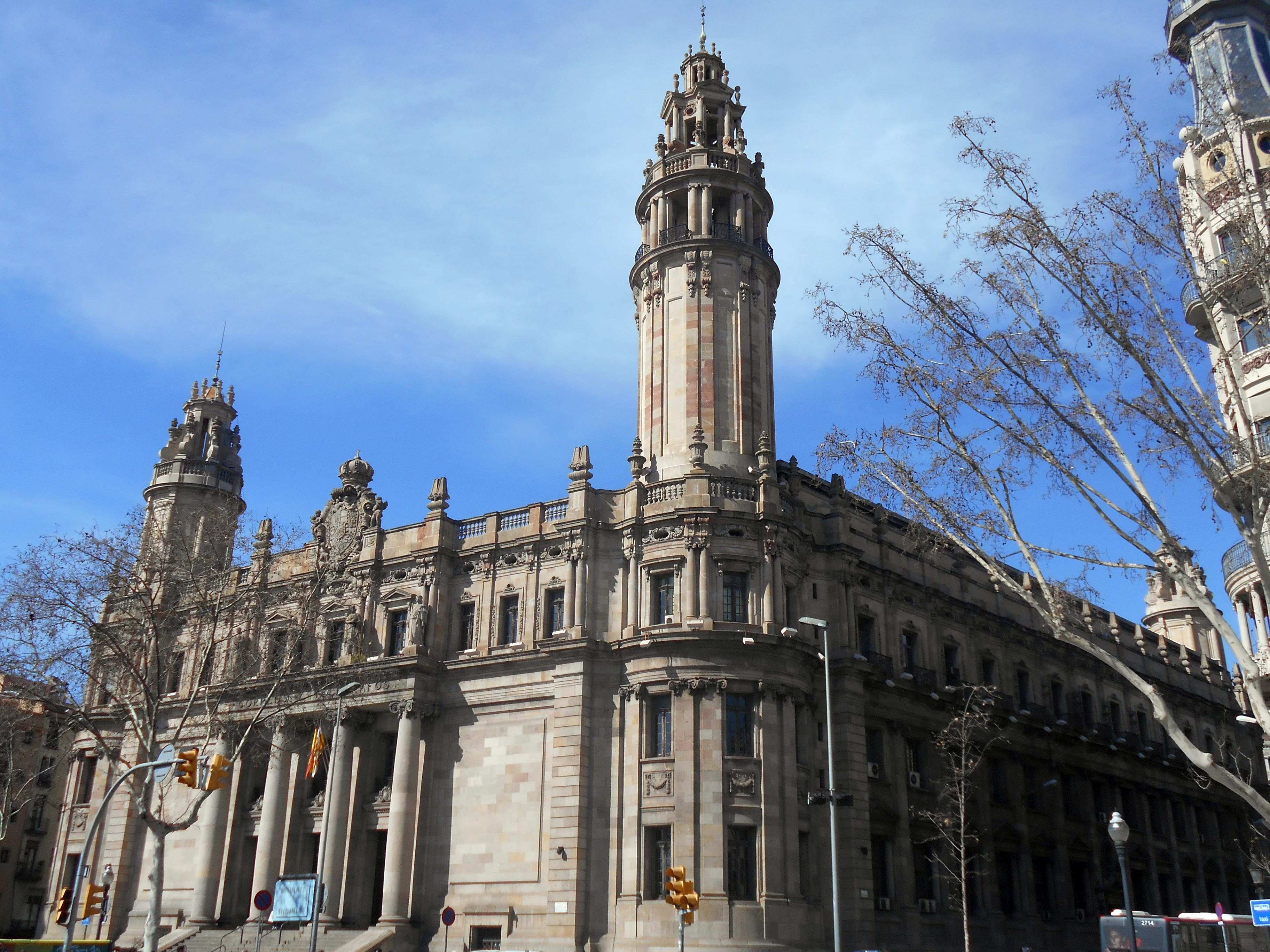
Vista lateral del edificio

La sede de Correos es un edificio de gran monumentalidad, de planta trapezoidal con los chaflanes romos, con semisótano, dos pisos, ático y terraza, más un sobreático en las crujías de dos de los lados, los correspondientes a Vía Layetana y Àngel Baixeras. Las dos primeras plantas comunican con el gran vestíbulo central, el espacio principal del edificio, iluminado de forma cenital por una gran cúpula de vidrio. La fachada principal, en la plaza de Antonio López, presenta una amplia escalinata que da acceso a un portal con cuatro altas columnas de orden gigante con capiteles jónicos floridos, sobre las que se halla un friso con la inscripción Correos y Telégrafos, mientras que el piso superior está decorado con cuatro esculturas y rematado por el escudo de Casa Real española en época de Alfonso XIII. Esta fachada está flanqueada por dos torres, la de la derecha más alta para enfatizar la preeminencia de la Vía Layetana, mientras que en una esquina posterior hay una torre más. En la parte posterior hay un edificio anexo enlazado al principal por un puente elevado, obra de Roberto Oms Gracia.

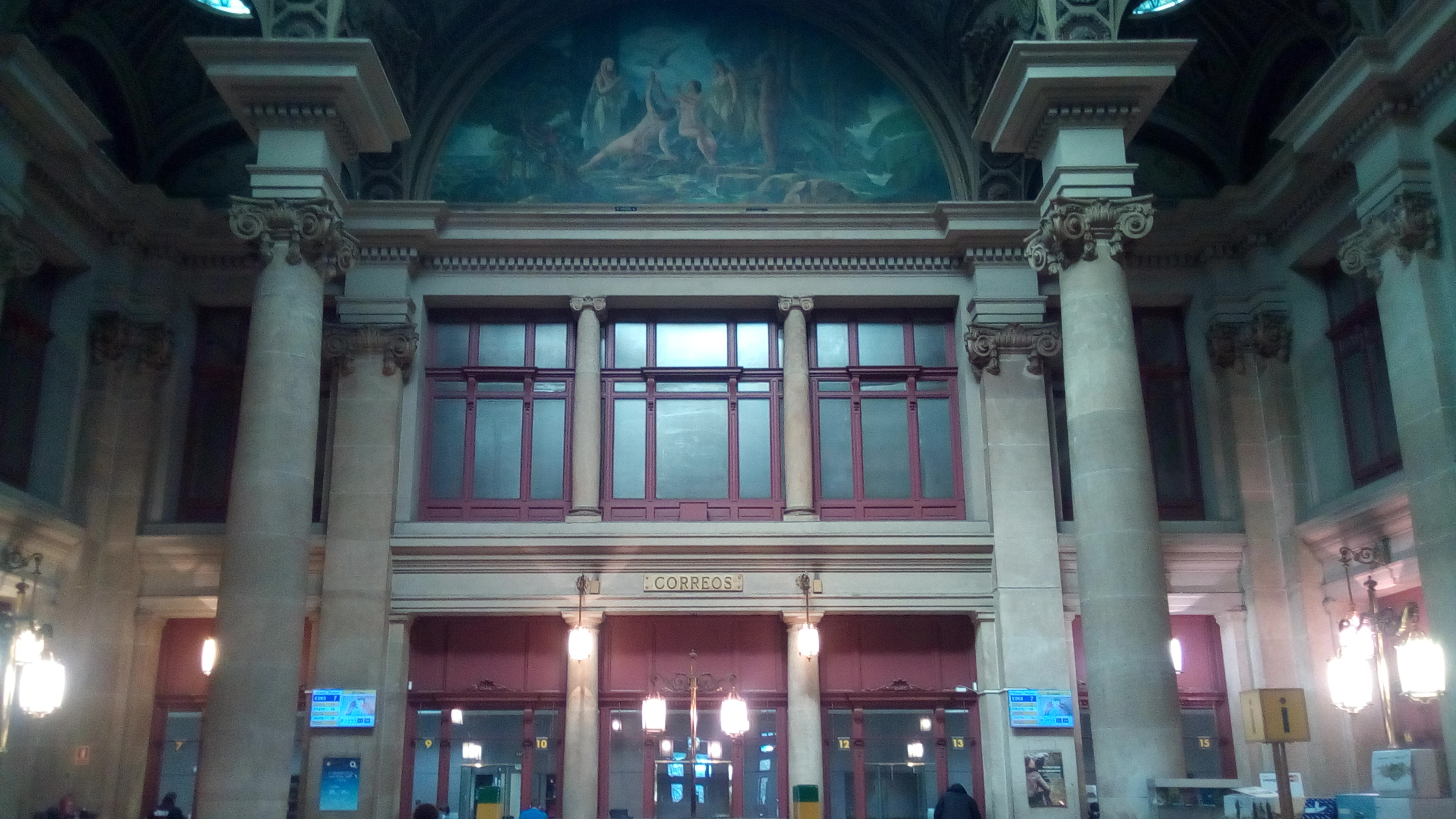
Salón central

Las otras tres fachadas, así como las torres angulares, están tratadas igualmente con el orden jónico gigante, con oberturas en los intercolumnios del primer y segundo piso, enmarcadas con columnas jónicas y frontones triangulares. El ático es el piso más ornamentado, con una serie de balcones con barandilla de forja y puertas con relieves florales, sobre los que discurre una cornisa con ménsulas y guirnaldas dispuestas entre los óculos de ventilación de la cubierta, cerrada por una balaustrada de piedra. Las torres son de planta circular, las dos más bajas formadas por un tambor con semicolumnas jónicas y una linterna con volutas y jarros adosados, mientras que la más alta presenta un largo tambor estriado con dobles pilastras sobre el que se alza un templete circular de dobles columnas jónicas con barandillas de forja y, como remate, otro templete más pequeño, jónico y de planta cruciforme, con una linterna ochavada a base de pilastras.
En el interior destaca el gran salón central, de planta cuadrangular, cubierto con una serie de claraboyas de hierro y vidrio en forma de crucero, con cuatro columnas exentas de orden jónico gigante que sostienen el peso de las pechinas de una gran cúpula de vidrio que corona el salón, rodeada de otras cuatro cúpulas más pequeñas, igualmente de vidrio. Los muros perimetrales del salón presentan una estructura de pilastras y columnas toscanas y jónicas que flanquean los ventanales de los dos pisos principales. Tanto los arcos como las bóvedas, las enjutas y las nervaduras de esta cubierta están decorados con pinturas y relieves de estuco.

### Elementos ornamentales

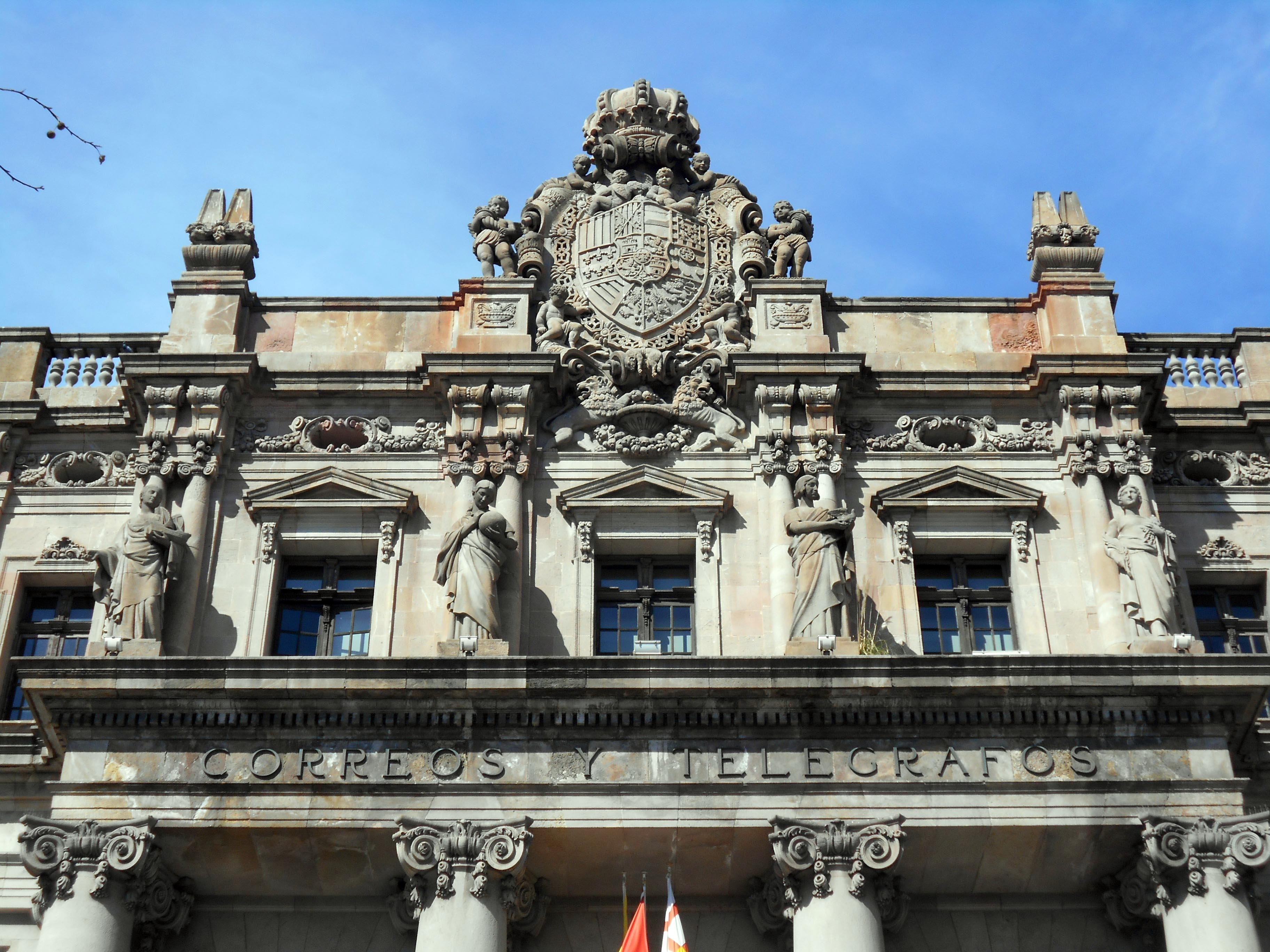
Detalle de la fachada principal

La decoración del edificio, tanto pictórica como escultórica, se realizó en estilo novecentista, imperante en la época. El tema central son las comunicaciones y los transportes, en forma de alegorías.
En la fachada principal destacan las cuatro esculturas exentas del piso superior y el escudo que remata la fachada. Las cuatro esculturas son obra de Manuel Fuxà, probablemente ejecutadas por algún ayudante suyo, ya que murió en 1927, antes de finalizarse las obras. Son cuatro figuras femeninas, alegorías de las comunicaciones: la de la izquierda sostiene un barco de vela en su brazo izquierdo, la segunda una bola del mundo, la tercera una paloma mensajera y la de la derecha unos relámpagos en la mano izquierda y una palma en la derecha. Son figuras inspiradas en la Grecia clásica, lo que se denota por sus vestidos y peinados. Realizadas con piedra de Montjuïc, están situadas sobre un pedestal y enfrente de cuatro sendas columnas geminadas jónicas, con tres ventanas entre ellas rematadas con frontones triangulares.
El escudo que remata la fachada es obra de Pere Jou, elaborado con piedra de Montjuïc. Se trata de la enseña de Alfonso XIII, con un programa heráldico basado en la legislación vigente en los años 1920, que contiene referencias a los reinos de España y el collar de la orden del Toisón de Oro con la inscripción Ante Feriti, Quam Flamma Micet («hiere antes de que se vea la llama»). Sostienen el escudo unos leones rampantes que se apoyan sobre una cornucopia rodeada de guirnaldas de frutas y a su alrededor se encuentran ocho putti alados, seis sentados o echados y dos de pie con una cornucopia entre sus manos; completan el conjunto ocho volutas con hojas de acanto. Como remate figura la corona real y la cruz cristiana.
En la fachada de la calle de la Fusteria se encuentra un escudo de Barcelona, obra de Eusebi Arnau. El escudo de la ciudad, con la corona condal y el murciélago de Jaime I, está sostenido por dos putti desnudos, el de la izquierda con un águila, un sobre lacrado y un ancla, y el de la derecha con una rueda, de nuevo como alegorías de las comunicaciones y los transportes, y situado sobre unas cartelas con volutas y hojas de acanto. Está también realizado en piedra de Montjuïc.

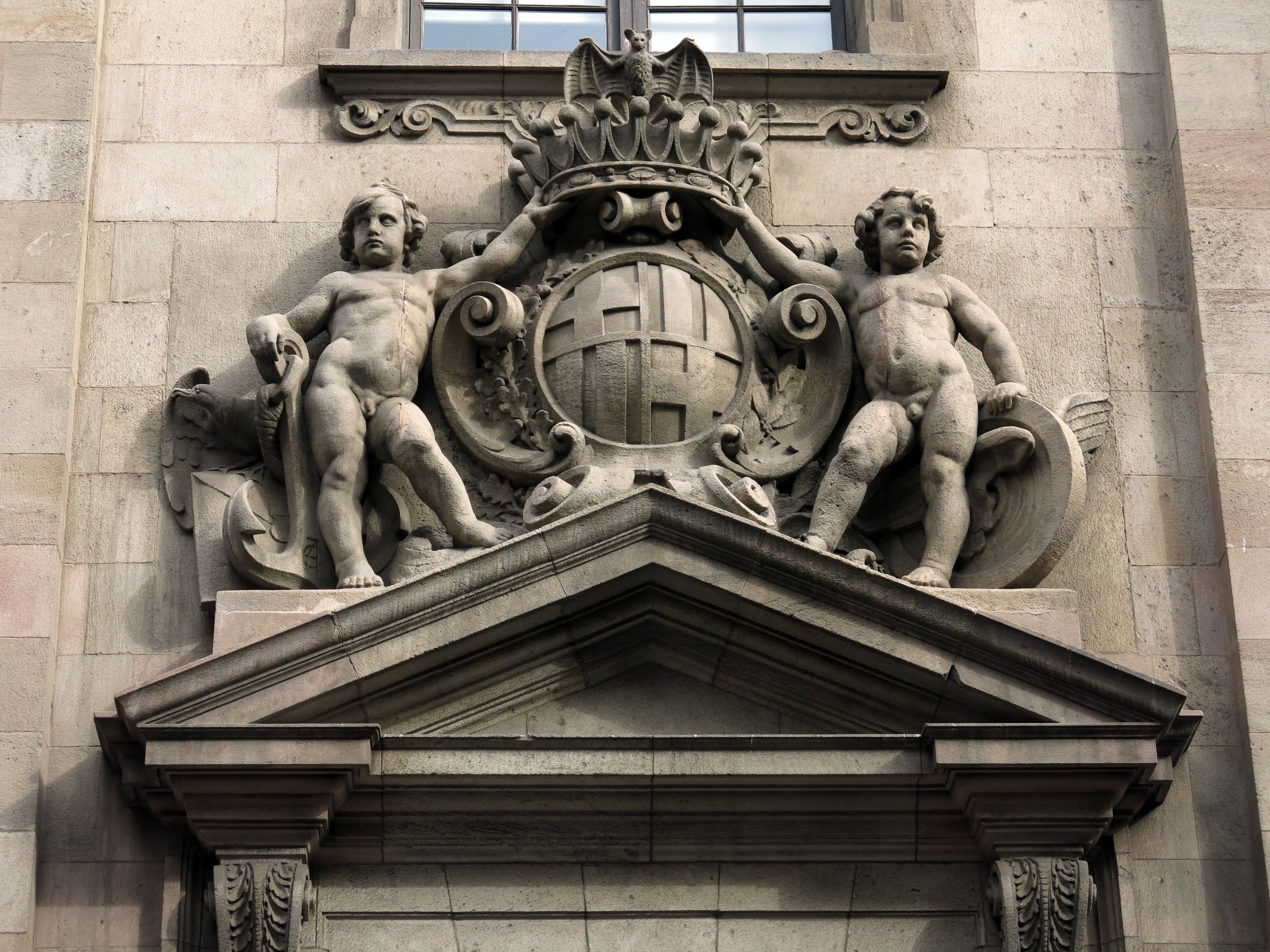
Escudo de Barcelona, de Eusebi Arnau

En cuanto a las pinturas, presentan igualmente un programa relativo a las comunicaciones. Son cuatro pinturas murales de grandes dimensiones, de forma semicircular, obra de Francesc Canyelles la del lado de la plaza Antonio López, de Josep Obiols la de la Vía Layetana, de Francesc Labarta la de la calle de Àngel Baixeras y de Francesc d'Assís Galí  la de la calle Fusteria.
El mural de Francesc Canyelles está dividido en tres segmentos: en el central una mujer de busto desnudo conduce encima de una nube un carro tirado por dos ciervos, con una cornucopia rellena de flores en su brazo izquierdo, sobrevolada por unos putti que lanzan flores desde sus cornucopias. En la parte del semicírculo se encuentra el dios Hermes, semidesnudo y con el sombrero alado y el caduceo, mientras que en la parte inferior aparece una mujer con un niño a quien le enseña un libro que coge con la mano derecha, y a la derecha una joven sosteniendo una rosa, en un escenario de profusa vegetación con una higuera y un par de palomas blancas. En la parte izquierda, hay una mujer de pie vestida con una túnica azul, que sostiene una rueca con un manojo de lana por enroscar, probablemente Ariadna, la princesa cretense que dio a Teseo el hilo que le permitió salir del Laberinto después de matar al Minotauro. Frente a ella, un anciano de barba y cabellos blancos muestra una locomotora de tren a un infante, quizá el dios Hefesto; aparecen también una joven con un velo azul, flores, un manzano y una paloma.

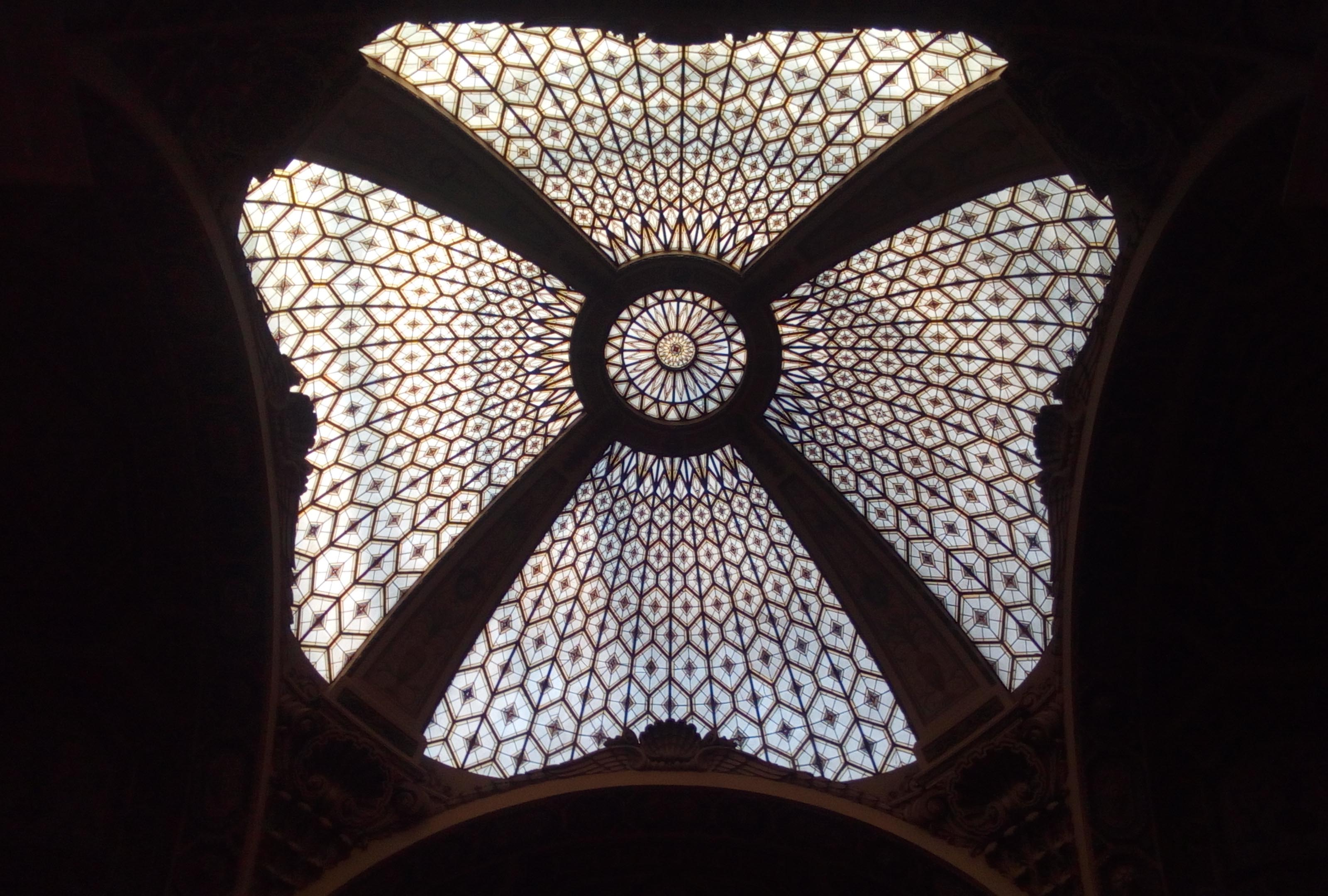
Cúpula del salón central

La composición de Josep Obiols está también dividida en tres partes: en la central figura una mujer alada —probablemente una Victoria (Niké)—, vestida con una túnica verde, con unos jóvenes adolescentes desnudos, con alas de mariposa, y una docena de palomas. La escena representa probablemente una alegoría del correo aéreo. A la derecha aparecen una madre y dos hijas vestidas de la época (años 1920), que conversan mientras esperan una carta que porta una paloma, mientras que al fondo aparece una balaustrada en que se apoya un Cupido que juega con una cometa y un fondo forestal con una palmera. En la escena de la izquierda aparece otro Cupido, sentado sobre una plataforma que sostiene la escena, mientras que al fondo una madre amamanta a un bebé y dos hombres jóvenes, desnudos, aparecen uno leyendo una carta y el otro empuñando una herramienta, con una balaustrada que esconde un globo aerostático.
El tercer mural, de Francesc Labarta, presenta una única escena, en la que aparecen cinco mujeres, dos vestidas y tres desnudas, al lado de un río que discurre entre rocas. Todas menos la segunda por la derecha parecen querer coger un pájaro. La escena se complementa con una profusa vegetación: a la derecha, un platanero, palmeras y flora tropical; a la izquierda, un olivar, pinos y viñedos. La lectura más probable es que el pájaro es una misiva que conecta dos espacios geográficos distintos. Es la obra con menos componente alegórico o mitológico.
Por último, el mural de Francesc Galí mantiene la estructura en tres partes. La central es una clara alusión al Nacimiento de Venus de Botticelli: la diosa, desnuda, nace de una concha en el mar, mientras dos ninfas soplan caracolas marinas anunciando el acontecimiento. Venus está rodeada de palomas y rosas, en una escena luminosa, de tono azulado. A la izquierda, un personaje con una túnica blanca sostiene con la mano derecha una esfera, mientras que a los lados aletea un pájaro con una carta en el pico, y una chica desnuda sopla una caracola marina, quizá como parte de la composición central; en el suelo aparece tumbado un joven en actitud soñadora, al que sobrevuela un pájaro, junto a una panera con un pescado y abundante vegetación, incluida una palmera. En la parte derecha aparece una joven medio tumbada y apoyada en una cepa, que escucha el rumor del agua de una fuente; por detrás, se halla un joven que trabaja con una pala y un anciano barbudo vestido con una túnica griega. A los pies de la joven de la fuente se encuentra un personaje vestido con una especie de péplum de color topacio —quizá Vesta—, que sostiene una lámpara de aceite dirigida hacia la Venus central. La lectura más probable es que la chica de la fuente y el joven de la parte posterior mantengan una relación amorosa mediante correspondencia.